# Lupridge
Lupridge is een plaats in het bestuurlijke gebied South Hams, in het Engelse graafschap Devon. Lupridge komt in het Domesday Book (1086) voor als 'Loperige' / 'Olperiga' / 'Luperige' / 'Luperiga' / 'Kluperiga'. Het maakt deel van de civil parish North Huish.